# Жданово (Аввакумовское сельское поселение)
Жданово — деревня в Калининском районе Тверской области. Относится к Аввакумовскому сельскому поселению.
Расположена к северо-востоку от Твери, на Сахаровском шоссе, в 0,7 км от деревни Аввакумово.
В 1997 году — 11 хозяйств, 22 жителя. В 2002 году — 27 жителей.